# Żarłacz szary
Żarłacz szary, rekin szary (Galeorhinus galeus) – gatunek ryby chrzęstnoszkieletowej z rodziny mustelowatych (Triakidae), opisywany też pod nazwą żarłacz kalifornijski (Galeorhinus zyopterus). Jest jedynym przedstawicielem rodzaju Galeorhinus.

## Występowanie
We wszystkich ciepłych morzach strefy umiarkowanej na półkuli północnej i południowej.
Najczęściej nad dnem żwirowym na głębokości od 40 do 400 m.

## Cechy morfologiczne
Osiąga maksymalnie do 1,8 m (samce) i 2,3 m (samice) oraz do 35 kg masy ciała (samce) i 70 kg (samice). Ciało wydłużone, smukłe z długim bardzo spiczastym pyskiem. Oczy owalne z przesłonami migawkowymi. Uzębienie w obu szczękach w postaci trójkątnych zębów o gładkich brzegach wewnętrznych i piłkowanych brzegach zewnętrznych. Płetwa grzbietowa podwójna, druga zdecydowanie mniejsza. Płetwy piersiowe długie, zaostrzone na końcach. Płetwa ogonowa sierpowata, na tylnej krawędzi głęboko wcięta.
Grzbiet jednolicie niebieskoszary lub szarobrązowy. Boki jaśniejsze, strona brzuszna jasnoszara do białawej, z perłowym połyskiem.

## Odżywianie
Żywi się bezkręgowcami żyjącymi na dnie. Są to: wieloszczety, skorupiaki, mięczaki i szkarłupnie. Czasami poluje na organizmy żyjące w otwartej toni wodnej.

## Rozród
Ryba jajożyworodna. W miocie rodzi się od 20 do 40 młodych mających 40 cm długości.